# Transporter: The Series
Transporter: The Series è una serie televisiva franco-canadese creata da Luc Besson e Robert Mark Kamen e basata sulla serie cinematografica Transporter. La serie viene trasmessa in prima visione assoluta sul canale televisivo tedesco RTL Television a partire dall'11 ottobre 2012. In Italia viene trasmessa in prima visione su Italia 1 a partire dal 28 gennaio 2013. La serie è stata cancellata dopo la seconda stagione.

## Trama
La serie riprende le vicende viste nei tre film, seguendo le imprese di Frank Martin, ex militare delle forze speciali ora corriere freelance che, per il giusto prezzo, consegna ovunque qualsiasi cosa gli venga affidata, il tutto senza fare domande. Durante le sue missioni Frank ha tre principi fondamentali: "mai cambiare il patto", "mai fare nomi" e "mai aprire il pacco". Qualunque cosa accada, il protagonista cerca sempre di seguire queste regole, ma nulla va mai come dovrebbe.

## Personaggi e interpreti
- Frank Martin (stagioni 1-2) interpretato da Chris Vance, doppiato da Massimo Rossi.
- ispettore Tarconi (stagioni 1-2) interpretato da François Berléand, doppiato da Dario Penne.
- Carla Valeri (stagione 1), interpretata da Andrea Osvárt, doppiata da Barbara De Bortoli.
- Juliette Dubois (stagione 1), interpretata da Delphine Chanéac, doppiata da Domitilla D'Amico.
- Dieter Hausmann (stagioni 1-2), interpretato da Charly Hübner, doppiato da Roberto Stocchi.
- Jules Faroux (stagione 2), interpretato da Mark Rendall, doppiato da Daniele Raffaeli.
- Caterina Boldieu (stagione 2), interpretata da Violante Placido.

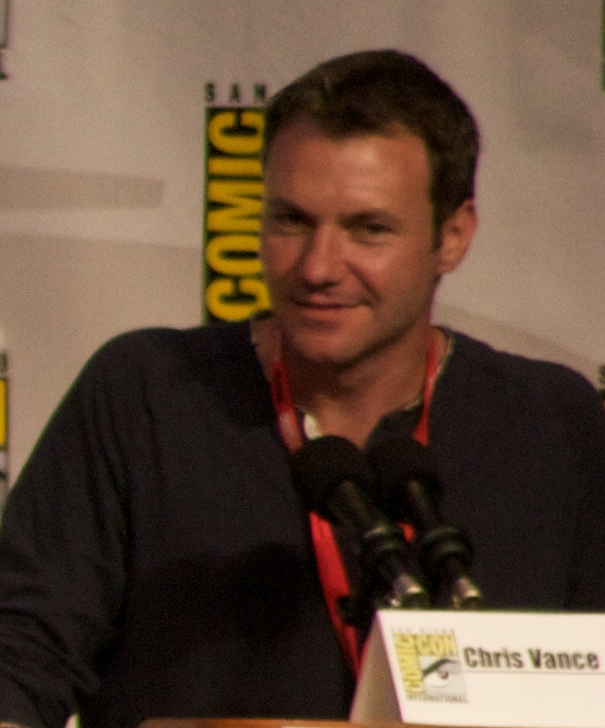
Chris Vance interpreta Frank Martin
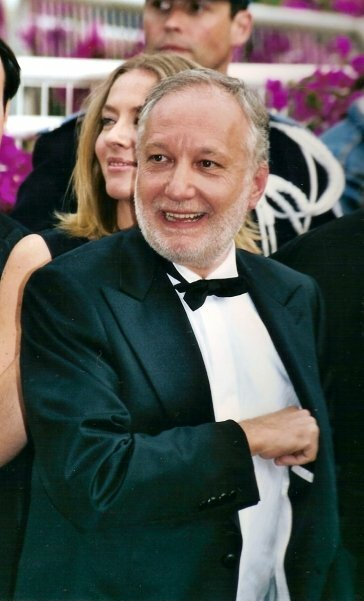
François Berléand interpreta l'ispettore Tarconi
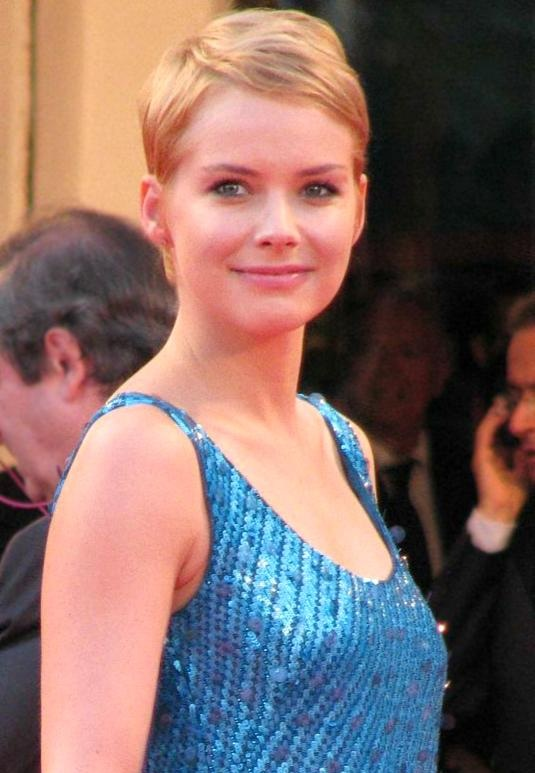
Andrea Osvárt interpreta Carla Valeri
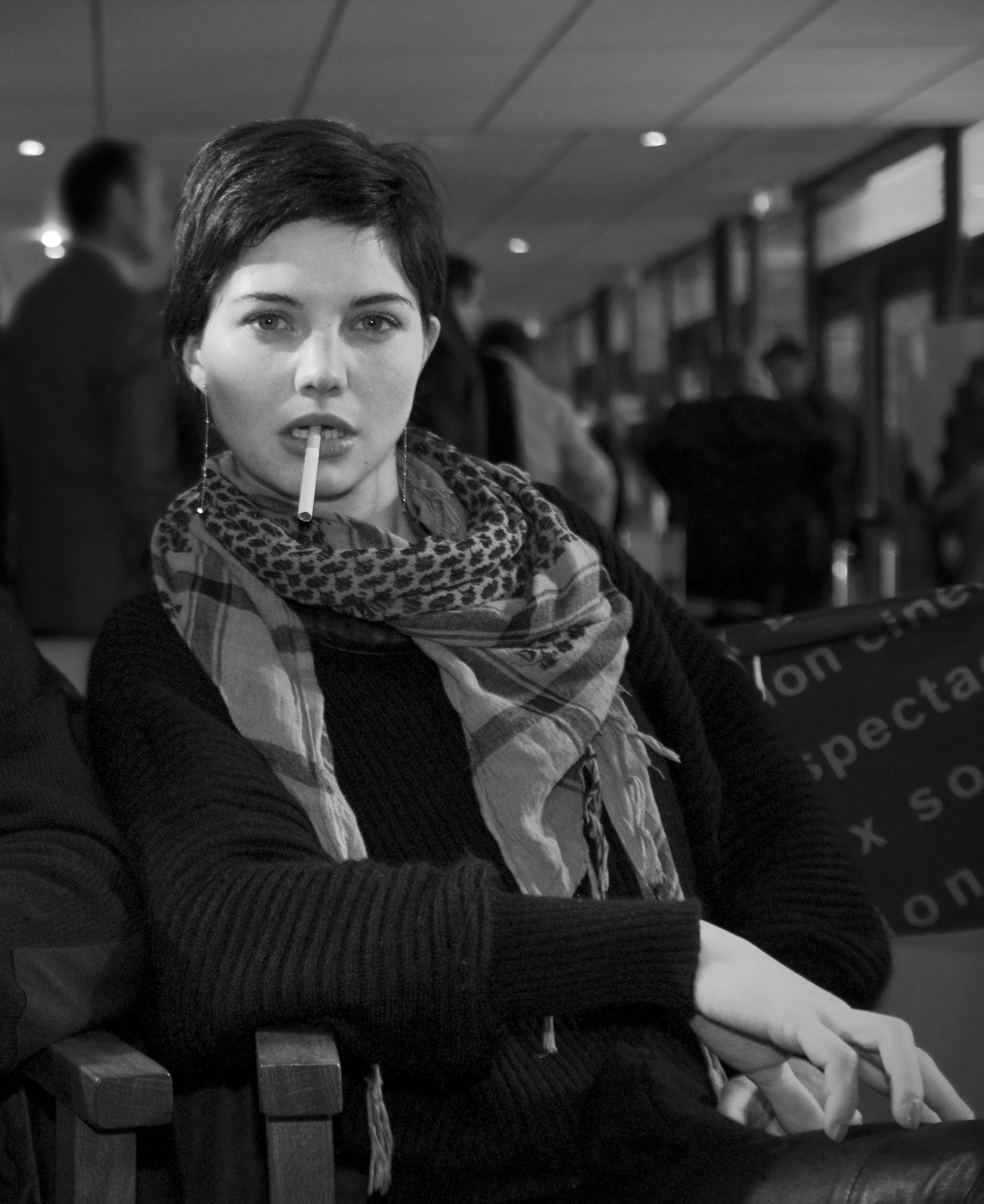
Delphine Chanéac interpreta Juliette Dubois
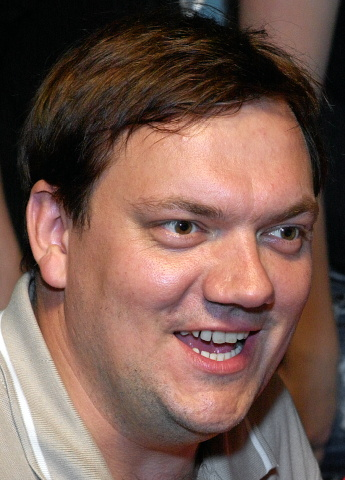
Charly Hübner interpreta Dieter Hausmann
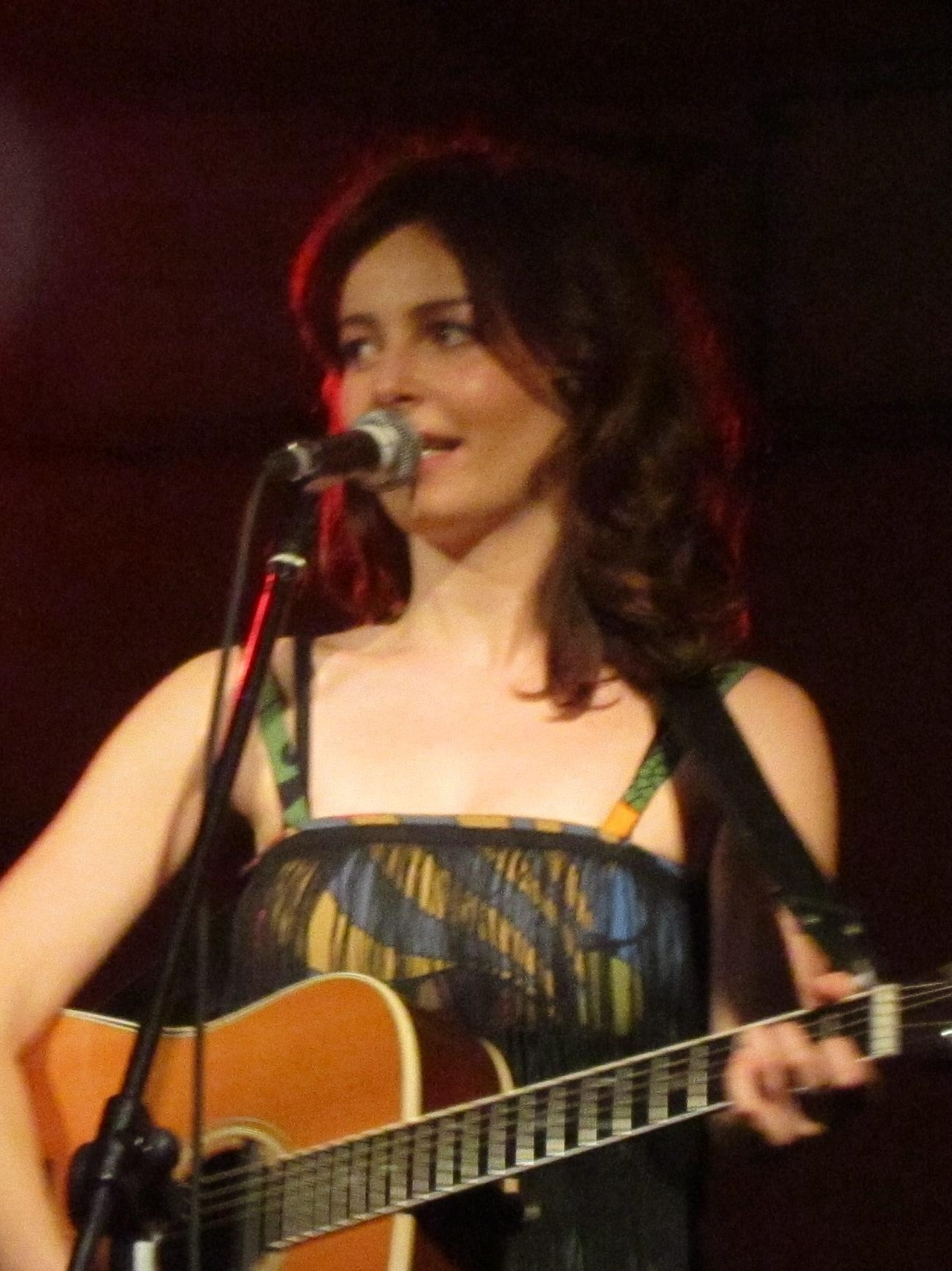
Violante Placido interpreta Caterina Boldieu

## Episodi
| Stagione         | Episodi | Prima TV originale | Prima TV Italia |
| ---------------- | ------- | ------------------ | --------------- |
| Prima stagione   | 12      | 2012               | 2013            |
| Seconda stagione | 12      | 2014               | 2015            |

## Trasmissione internazionale
- Francia: M6 dal 6 dicembre 2012 (Le Transporteur: la série)
- Canada: HBO Canada (in inglese) e Super Écran (doppiato in francese) in contemporanea dal 4 gennaio 2013[4][5]
- Polonia: Canal+ dal 21 gennaio 2013 (Transporter)
- Turchia: ATV dal 14 giugno 2013
- Portogallo: MOV dall'11 settembre 2013